# Comme par enchantement
Pour plus de détails, voir Fiche technique et Distribution.
Comme par enchantement (По щучьему велению) est un film russe de conte de fées réalisé par Aleksandr Voïtinski et sorti en 2023.
Il s'agit d'une adaptation du conte populaire russe De par la volonté du brochet d'Alexandre Afanassiev.

## Fiche technique
- Titre original : По щучьему велению[1],[2]
- Titre français : Comme par enchantement[3]
- Réalisation : Aleksandr Voïtinski
- Scénario : Aleksandr Arkhipov (ru)
- Photographie : Vladimir Bachta
- Montage : Sergueï Nesterov
- Musique : Sergueï Louran
- Production : Sergueï Selianov
- Société de production : CTB, studio Globus
- Pays de production :  Russie
- Langue originale : russe
- Format : couleurs
- Genre : conte de fées, film de fantasy pour enfants
- Durée : 115 minutes
- Date de sortie :
  - Russie : 26 octobre 2023

## Distribution
- Nikita Kologrivy (ru) : Emelia
- Mila Ierchova : Brochet / Vassilissa
- Alina Alekseïeva : Anfissa
- Iouri Kolokolnikov : Lord Rothman
- Roman Madianov : le tsar Théophane
- Fiodor Lavrov (ru) : Kochtcheï
- Agrippina Steklova (ru) : Reine Agrippine
- Sergueï Bourounov (ru) : Kot Baïoun